# 平和キリスト教会
イエス教日本世界宣教会 平和キリスト教会 井荻礼拝堂（イエスきょうにほんせかいせんきょうかい へいわキリストきょうかい いおぎれいはいどう）は、東京都杉並区にあるプロテスタントのキリスト教教会である。

## 概要
東京弟子教会から平和キリスト教会に教会名を変更。

## 牧師
橋本哲哉 - 平和キリスト教会の担任牧師

## 伝道師
橋本那苗 - 平和キリスト教会の伝道師